# Andamia
Andamia is een geslacht van straalvinnige vissen uit de familie van naakte slijmvissen (Blenniidae).

## Soorten
- Andamia amphibius (Walbaum, 1792)
- Andamia heteroptera (Bleeker, 1857)
- Andamia reyi (Sauvage, 1880)
- Andamia tetradactylus (Bleeker, 1858)